# Bebot
"Bebot" es una canción del grupo estadounidense The Black Eyed Peas incluida en su álbum Monkey Business. El título es un argot una palabra filipina que quiere decir "cuerpo caliente". En 2006 fue filmado un video musical compuesto de dos partes. La canción a pesar de tener dos videoclips no fue lanzada como sencillo en EE. UU.

## Información
De forma muy similar a "The Apl Song", que apareció en 2003 en el disco Elephunk, "Bebot" es un tema interpretado exclusivamente por Apl.de.ap. La canción al igual que  The Apl Song es un homenaje a su infancia vivida en Filipinas. Sin embargo, en contraste con la primera canción de tono sombrío, "Bebot" es una canción diseñada para ser bailada en fiestas. El término "Bebot" es una palabra en Tagalo que significa "mujer bonita", "mujer caliente" o  "cuerpo caliente".
En 2006, Patricio Ginelsa, que también produjo y dirigió "The Apl Song" se ofreció para hacer un video musical para "Bebot".

## Video musical
Hay dos tipos diferentes de videos musicales para Bebot llamados Generación Uno y Dos.Se filmaron a comienzos de julio de 2006 y se estrenaron el 4 de agosto de 2006. Ambos videos fueron grabados consecutivamente. Los videos fueron filmados en varios lugares de Los Ángeles. En el video aparecen filipinos, filipinos-americanos, coreanos, vietnamitas, japoneses, indonesios etc. "Bebot" aparece en la banda sonora de la película The Fast and the Furious.

### Generación Uno
Generación uno representa a la primera generación de filipinos americanos que llegaron a EE. UU. Se fija en la década de 1930 y se centra en mostrar la vida de los primeros inmigrantes filipinos en Stockton, California, como los trabajadores agrícolas inmigrantes. El vídeo retrata las relaciones entre la raza filipina y la gente popular del momento, como las mujeres caucásicas (interpretado por Fergie) que son los objetos de cariño para los hombres filipinos. En los primeros años de inmigración sólo a los hombres se les permitía a entrar a los Estados Unidos, lo que representa una gran disparidad de género en la comunidad de filipinos. Por lo tanto, los hombres de filipinos cortejaban a menudo a las mujeres caucásicas.Los noviazgos y relaciones sexuales entre hombres filipinos y mujeres caucásicas causaron enfrentamientos entre hombres caucásicos y filipinos, provocando peleas y asesinatos lo que obligó a crear un ley de prohibición de mestizaje. En el video Apl.de.ap corteja a Fergie mientras sus otros compañeros de banda bailan con otras chicas caucásicas.

### Generación Dos
El video de "Generación Dos" se incluye en el DVD de Black Eyed Peas "Live From Sydney to Vegas".Antes de que el video fue oficialmente liberado en internet, Apl.de.ap interpretó la canción en un concierto en Filipinas. El vídeo comienza con una introducción de Fergie y Taboo que van a casa de Apl.de.ap donde les recibe su madre. Ella empieza a contar intimidades de APL y este se avergüenza. Su madre le dice que se lleve a su hermana con ellos.La música comienza y muestra Apl.de.ap, Fergie, Will.I.Am y Taboo delante de un fondo de diferentes colores. A continuación, se muestra Apl.de.ap, Fergie, Will.I.Am, Taboo y la hermana de Apl bailando en el parque.El vídeo termina con ellos en una casa cantando junto a un grupo.
En este vídeo Jasmine Trias interpreta el papel de la hermana de Apl.de.ap. Otros filipino-americano que aparecen en el video son DJ Rhettmatic, Brian Viloria, Camile Velasco y Tila Tequila.

## Polémica
En octubre de 2006 Patricio Ginelsa habló sobre los vídeos Musicales en la Universidad de California. Él estaba allí como invitado de una organización de estudiantes filipinos americanos. Ginelsa reveló algunas dificultades que surgieron en la grabación de "Bebot". Entre ellos, él dijo que él financió ambos vídeos musicales con sus propias tarjetas de crédito. Además también dijo que Will.i.am y Taboo no aparecen en el video "Generación Uno" porque se oponían a la grabación del video.
En una entrada personal de MySpace Ginelsa también dirige una carta abierta escrita por un colectivo de profesores filipinos y otros académicos que criticaron los video por su alto contenido sexual en particular "Generación Dos". La carta fue enviada por correo electrónico a toda la comunidad filipina que residía en América.